# Наёмники из бывших советских республик в Африке
Наёмничество в бывших советских республиках стало следствием тяжёлого экономического положения и сокращений вооружённых сил после распада СССР, что привело к выезду части военных специалистов на заработки за рубеж, в том числе в зоны боевых действий Африканского континента. Наиболее многочисленными среди всех являлись группы «солдат удачи» из России, Украины, Белоруссии.

## Общий обзор
Как отмечал известный французский наёмник Боб Денар, после падения соцблока огромное количество военных потеряли работу. Многие воинские части расформировывали, а военнослужащих увольняли на пенсию. Некоторые уходили сами из-за низких зарплат. Не все смогли приспособиться к работе на «гражданке», поэтому часть уволенных пошла в наёмники.
Владимир Миголь, бывший лётчик 339-го военно-транспортного авиаполка, вспоминал, что его, профессионального авиатора с опытом работы в Афганистане и других странах, отправили на пенсию ещё в 38 лет. Он пробовал по своей специальности устроится на родине, но найти ничего не смог, а совсем уходить из сферы не желал. Вместе со своим бывшим коллегой Анатолием Курочкиным ему пришлось уехать за границу, в частности, в Судан.
Африка стала главным местом для зарубежных подработок. Приток специалистов из бывшего Союза породил падение цен на услуги наёмников, поскольку те брали куда меньше, чем выходцы из стран Запада. Так, например, со слов Денара, если британец просил за свою работу четыре тысяч долларов, то его конкурент был согласен на две. В 2001 году российская газета «Собеседник» писала, что «теперь англичан, немцев и французов теснят профессиональные военные из России, Украины, Белоруссии, готовые работать за скромную плату».
Имелся спрос на специалистов по эксплуатации военной техники, особенно советской, которой на континенте было достаточно много, так как африканцы не были хорошо подготовлены для её использования. Белорусский военный обозреватель Александр Алесин среди наиболее востребованных называл лётчиков, специалистов по техническому обслуживанию, штабных офицеров и специалистов спецопераций.
Денар высоко оценил деятельность уроженцев постсоветских республик в роли «диких гусей». Однако, как считал наёмник, у них были недостатки — плохое знание иностранных языков, в особенности английского и французского, и отсутствие специальных контор, которые бы отправляли обученные группы в Африку (пробирались в основном одиночки).

## В конфликтах
Во время гражданской войны в Заире в 1997 году президент Мобуту Сесе Секо создал специальное карательное подразделение из отставных спецназовцев из России, Украины и бывшей Югославии. Всего — порядка сотни человек. Им в основном поручали ведение контрпартизанских акций.
Осенью 1998 года появились первые сообщения об участии граждан России и Украины в войне в Анголе. Они пилотировали ударные вертолёты Ми-24, штурмовики Су-25, истребители МиГ-21 и МиГ-23, фронтовые бомбардировщики Су-24 и транспортники. Иностранцы также участвовали в противовоздушной обороне, сбивая из ПЗРК авиацию противника. Специалисты из СНГ служили как в правительственной армии МПЛА, так и у повстанцев УНИТА. По данным газеты «Собеседник», лишь с осени 1998 года по лето 1999 года было сбито не менее 8 российских транспортных самолётов типа Ан-12 и Ан-26, от 24 до 30 авиаторов попали в руки партизан. Всего в конфликте, согласно информации издания «Версия», зафиксировано участие не менее 400 наёмных лётчиков на стороне правительственных сил и почти столько же — на стороне повстанцев из УНИТА. Из них погибли не менее сотни человек. В 2000 году Служба безопасности Украины обнародовала документ, свидетельствовавший о том, что за год они как минимум 150 раз участвовали в прямых боевых столкновениях, а также в воздушных боях друг против друга. Примечательно, что для военных лётчиков не было секретом, с кем сражаются.
С лета того же года уроженцы бывшего Союза действовали в зоне эфиопо-эритрейского конфликта. Здесь они также сражались по обе стороны, преимущественно в ВВС, ПВО, артиллерии и разведке. Боевые действия отметились воздушным противостоянием между российскими и украинскими лётчиками, в связи с чем Александр Мишин, соучредитель Центра исследования Африки, назвал эти события «первой российско-украинской войной». Общая численность иностранного контингента, по данным издания «Независимая газета», составляла несколько сотен человек. Помимо украинцев и россиян, в «горячей точке» замечены белорусские авиаторы и болгарские техники.
На 1999 год в правительственных войсках Сьерра-Леоне сражались от 200 до порядка полутора тысячи наёмников с постсоветского пространства. На стороне их противников из Объединённого революционного фронта воевали несколько сотен отставных офицеров украинской армии. Впрочем, бывшие украинские военные работали военспецами и в правительственных боевых соединениях.
С конца 1999 — начала 2000 года граждане постсоветских республик базировались на аэродромах Гома и Букаву на востоке Демократической Республики Конго. В декабре 2006 года потерпел крушение конголезский Су-25, пилот которого, наёмник из Белоруссии О. П. Лихоткин, погиб. В июне 2007 года упал другой Су-25, на котором погиб украинский наёмник А. А. Моргатов. В феврале 2017 года в районе Рутшуру боевики-тутси сбили два вертолёта Ми-24. В составе экипажа находились двое грузин и трое белорусов. Все они выжили, но получили травмы. Один из граждан Грузии попал в плен и спустя несколько месяцев погиб.
В 2004 году, в связи с инцидентом в Буаке, всплыла информация о присутствии в Кот-д’Ивуаре наёмных пилотов из Беларуси.
В 2011 году белорусские военспецы и наёмники, в том числе бывшие бойцы 334-го ООСпП, были замечены в Ливии, где оказывали помощь правительственной армии Муаммара Каддафи в борьбе с повстанцами и иностранной интервенцией. Они занимались подготовкой ливийских силовиков, ремонтом и эксплуатацией военной техники, действовали в роли советников и снайперов. По некоторым сведениям, в стране могли находится также специалисты из Украины, России и Казахстана.

## Группа Вагнера
С 2018 года среди наёмников нарастили своё присутствие сотрудники российской ЧВК «Вагнер». Формирование в кратчайшие сроки зарекомендовало себя самым надёжным партнёром в сфере безопасности для правительств на континенте, вытеснив Францию. ЧВК также оказала существенную конкуренцию белорусским военным специалистам.